# حكومة علي زيدان
الحكومة الليبية المؤقتة أو حكومة علي زيدان، نظام برلماني تشكَّل في 30 أكتوبر 2012 بعد انتهاء عهد الحكومة الليبية الانتقالية التي أسسها عبد الرحيم الكيب. وقد دامت سنتان، وخلفتها حكومة عبد الله الثني.

## تعريف
قدم علي زيدان تشكيلته الحكومية التي تضم ليبراليين وإسلاميين ومستقلين إلى المؤتمر الوطني العام في 30 أكتوبر 2012 للتصويت عليها، وتم تأجيل التصويت بسبب اقتحام محتجين لمبنى المؤتمر احتجاجاً على بعض الأسماء في التشكيلة بداعي أنهم من المتعاونين مع نظام معمر القذافي، فتأجل التصويت إلى اليوم التالي. وفي 31 أكتوبر حصلت تشكيلته على ثقة المجلس الوطني الانتقالي بعد أن صوت لها 105 نواب وضدها تسعة نواب وامتنع 18 نائباً عن التصويت.

## أسماء تشكيلة زيدان للحكومة
النواب
- الدكتور الصديق عبد الكريم عبد الرحمن كريم
- الدكتور عوض بريك إبراهيم البرعصي
- المهندس عبد السلام محمد المهدي القاضي

الوزارات السيادية
- صلاح بشير المرغني وزيراً للعدل
- الدكتور محمد محمد عبد العزيز وزيراً للتعاون الدولي
- علي سليمان الأوجلي وزيراً للخارجية
- محمد محمود موسى البرغثي وزيراً للدفاع، استبدل بعبد الله الثني
- الدكتور عاشور سليمان صالح شوايل وزيراً للداخلية
- الدكتور الكيلاني عبد الكريم الجازي وزيراً للمالية

وزارات الحقائب
- سامي مصطفى الساعدي وزيراً لرعاية أسر الشهداء والمفقودين - رئيس حزب الأمة الوسط - استقال 6 نوفمبر 2012[2]
- الدكتور عبد السلام بشير الدويبي وزيراً للتعليم العالي
- الدكتور أبو بكر الهادي محمد وزيراً للحكم المحلي
- الدكتورة كاملة خميس عبد الله المزيني وزيراً للشؤون الاجتماعية
- المهندس أسامة عبد الرؤوف سيالة وزيراً للاتصالات
- عبد السلام عبد الله محمد وزيراً للشباب والرياضة
- الدكتور محمد حسن أبوبكر وزيراً للتعليم
- المهندس عياد علي العرفي وزيراً للزراعة
- الدكتور سليمان علي الطيف الفيتوري وزيراً للصناعة
- المهندسة إكرام عبد السلام باش إمام وزيراً للسياحة
- المهندس محمد الفيتوري أحمد سوالم وزيراً للعمل والتأهيل
- الطيار عبد القادر محمد أحمد العالم وزيراً للمواصلات
- مصطفى محمد أبو فناس وزيراً للاقتصاد
- الدكتور عبد الباري علي الهادي العروسي وزيراً للنفط
- الدكتور نور الدين عبد الحميد دغمان وزيراً للصحة
- الدكتور علي محمد محيرق وزيراً للكهرباء
- الدكتور الهادي سليمان هنشير وزيراً للموارد المائية
- الدكتور عبد السلام محمد أبو سعد وزيراً للأوقاف والشؤون الإسلامية
- المهندس علي حسين الشريف وزيراً للإسكان والمرافق
- الدكتور مهدي الطاهر أغنية وزيراً للتخطيط
- الحبيب محمد الأمين وزيراً للثقافة

وزراء الدولة
- معز فتحي الخوجة وزيراً لشؤون المؤتمر الوطني العام
- رمضان علي منصور زرموح وزيرا ًلشؤون الجرحى.[3]